# Wockia
Wockia – rodzaj motyli z podrzędu Glossata i rodziny Urodidae.
Rodzaj ten opisany został w 1870 roku przez Hermanna von Heinemanna. Nim został umieszczony w Urodidae, klasyfikowany był w namiotnikowatych lub tantnisiowatych.
Należą tu najmniejsi przedstawiciele rodziny o raczej matowym ubarwieniu. Czułki są u samic nitkowate, a u samców blaszkowate. Głaszczki wargowe są krótkie, pogrubione pośrodku i tępo zakończone. Żyłki radialne, medialne i anterokubitalne osobne. W narządach rozrodczych samców brak unkusa, gnatos jest szczątkowy, a walwy głęboko podzielone. Narządy genitalne samic odznaczają się spłaszczonym ductus bursae i dwoma znamionami w torebce kopulacyjnej.
Rodzaj znany z wschodniej Ameryki Północnej, Europy, Korei i Borneo.
Należą tu 3 gatunki:
- Wockia asperipunctella (Bruand, 1852)
- Wockia balikpapanella Kyrki, 1986
- Wockia koreana Sohn, 2008